# سوپ‌آگرو
مدرسه عالی سوپ‌آگرو مونپولیه (به فرانسوی: Institut national d'études supérieures agronomiques de Montpellier) یک مدرسه عالی در فرانسه است که در مون‌پلیه واقع شده‌است.این دانشگاه به عنوان دانشگاه عالی توسط وزارت علوم ارزیابی می‌شود.
این دانشگاه در بخش کشاورزی مشغول به آموزش است؛ و پژوهشگران را آموزش می‌دهد. مرکز تحقیقاتی Montpellier مؤسسه ملی de Agronomique نیز در پردیس آن واقع شده‌است.